# 한진포구
한진포구(漢津浦口)는 충청남도 당진시 송악읍 한진리에 있는 포구다.  삼국시대에는 당나라와 해상 무역을 한 항구였다. 1960년대까지만 해도 인천을 오가는 여객선이 다녔다. 서해대교 연결로 최근 각광받고 있다. 주변 관광지로는 심훈이 낙향해서 직접 설계하고 지었다는 필경사가 있다. 